# Денієл Дайкава
Денієл Дайкава (англ. Daniel Daikawa, яп. 大川ダニエル; нар. 30 липня 1971, Епл-Веллі) — японський хокеїст американського походження, який грав на позиції захисника. Грав за збірну команду Японії. З 2014 по 2017 рік тренував «Бруклін Біззард» з North American Hockey League.

## Клубна кар'єра
Професіональну хокейну кар'єру розпочав 1994 року. Протягом клубної кар'єри, яка тривала 12 років, захищав кольори команд «Кокудо» та «Одзі Іглс».
Виступав за збірну Японії на чемпіонатах світу з хокею із шайбою 1998, 1999, 2001 та 2003 років.